# Huásabas
Huásabas é um município do estado de Sonora, no México.